# Чашинський
Ча́шинський (рос. Чашинский) — селище у складі Кетовського району Курганської області, Росія. Входить до складу Іковської сільської ради.
Населення — 143 особи (2010, 883 у 2002).
2004 року селище майже повністю згоріло в результаті великої пожежі.